# Кинополь
Кинополь, также Кинополис (греч. Κυνόπολις — «город собаки»; егип. Hr-dj) — столица XVII верхнеегипетского нома (Инпут), центр культа Анубиса.

## История

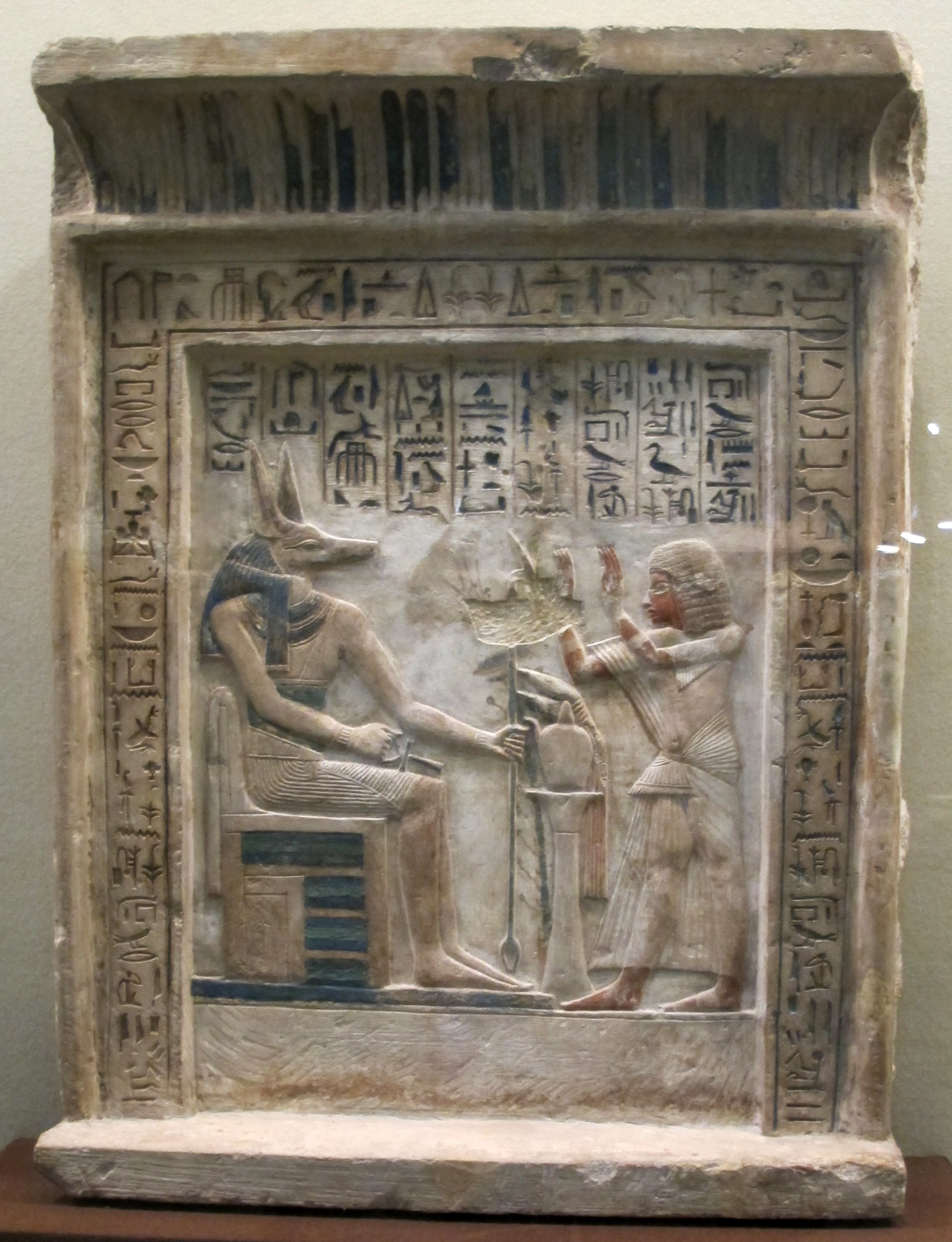
Придворный Ипи поклоняется Анубису, конец XVIII династии. Эрмитаж, Санкт-Петербург (Россия)

Точное расположение города неизвестно. Предположительно Кинополис находился на восточном берегу Нила напротив современного селения Эль-Кес, где найдено кладбище собак. Согласно Клавдию Птолемею, город стоял на острове.
Город известен более по письменным источникам, нежели благодаря археологическим раскопкам. Разрушен, по-видимому, во времена нубийского вторжения, возглавляемым «царским сыном Куша» Панехси, в конце XX династии при Рамсесе XI. Выживших поработили.
Также под греческим именем Кинополь известны два города Кинополь Верхний (лат. Cynopolis superior) и Кинополь Нижний (лат. Cynopolis inferior), оба города были епископскими резиденциями в христианский период Египта. Кинополь Верхний располагался в Аркадии Египетской и до появления христианства являлся центром культа Анубиса. Кинополь Нижний, или Кин (лат. Cynum) располагался в 9 нижнеегипетском номе, а позднее вошёл в диоцез Египет II (лат. Aegyptus Secundus).